# Hendrik Petrus Berlage (beeld)
Hendrik Petrus Berlage is een artistiek kunstwerk in Amsterdam-Zuid.
De Kroonenberg Groep herontwikkelde in de jaren twintig het gebouw Apollolaan 171 in Amsterdam. Een gebouw van Wim Quist werd tot aan de kelder afgebroken. Daaropvolgend werd een nieuw gebouw neergezet naar ontwerp van Office for Metropolitan Architecture (OMA). Tegelijkertijd was kunstenaar Xavier Veilhan (1963) bezig een aantal architecten te verbeelden in combinatie met zijn fascinatie voor architectuur. Kroonenberg wijst erop dat het beeld een weergave is van de overgang van de analoge manier van werken ten tijde van de realisatie van buurt en de digitale manier in de 21e eeuw. Veilhan gaf architect Hendrik Petrus Berlage al tekenend weer, waarbij persoon en tekenvel in een bloembak rusten. Om de moderniteit weer te geven werd Berlage nogal hoekig neergezet, maar de gezichtsuitdrukking van Berlage is getroffen. Dit komt doordat Veilhan voor zijn ontwerp (foto)portretten had bekeken en vervolgens een soortgelijk geklede acteur inhuurde om in te scannen (3D). Er kwam toen een digitale versie van de architect naar voren. Deze werd uit hout gefreesd en vervolgens in brons gegoten.
Het beeld werd op 12 december 2023 onthuld in een buurt grotendeels aangelegd volgens Plan Zuid van Berlage. Twee jaar later maakte het beeld het deel uit van ArtZuid.